# Jászjákóhalma
Jászjákóhalma es un pueblo húngaro perteneciente al distrito de Jászberény, condado de Jász-Nagykun-Szolnok.

## Superficie
Cuenta con una superficie de 45,04 km².

## Demografía
Hasta 2024 la población era de 2786 habitantes, con una densidad de población de 61,85 hab/km².
| Gráfica de evolución demográfica de Jászjákóhalma entre 2020 y 2024 |
|                                                                     |
| Datos según la Oficina Central de Estadística de Hungría.           |